# Liste der Monuments historiques in Saint-Péver
Die Liste der Monuments historiques in Saint-Péver führt die Monuments historiques in der französischen Gemeinde Saint-Péver auf.

## Liste der Bauwerke
| Bezeichnung                    | Beschreibung                           | Standort | Kennzeichnung | Schutzstatus | Datum | Bild           |
| ------------------------------ | -------------------------------------- | -------- | ------------- | ------------ | ----- | -------------- |
| Chapelle Notre-Dame de Restudo | Kapelle, erbaut im 14./15. Jahrhundert | (Lage)   | PA00089654    | Classé       | 1954  | weitere Bilder |
| Chapelle Notre-Dame-d’Avaugour | Kapelle, erbaut im 14./15. Jahrhundert | (Lage)   | PA00089653    | Classé       | 1957  | weitere Bilder |

## Liste der Objekte

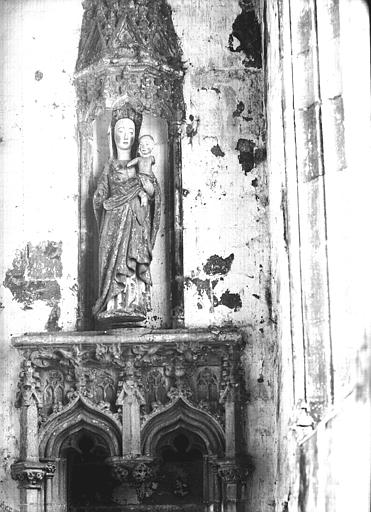
Skulptur Madonna und Kind (16. Jahrhundert) in der Kapelle Notre-Dame-d’Avaugour

- Monuments historiques (Objekte) in Saint-Péver in der Base Palissy des französischen Kultusministeriums